# Xã Jefferson, Quận Rawlins, Kansas
Xã Jefferson (tiếng Anh: Jefferson Township) là một xã thuộc quận Rawlins, tiểu bang Kansas, Hoa Kỳ. Năm 2010, dân số của xã này là 37 người.